# Toulouse Fontaines Club
 (avril 2016).
Si vous disposez d'ouvrages ou d'articles de référence ou si vous connaissez des sites web de qualité traitant du thème abordé ici, merci de compléter l'article en donnant les références utiles à sa vérifiabilité et en les liant à la section « Notes et références ».
Le Toulouse Fontaines Club était un club de football français (anciennement J.O.Bourassol puis A.S. Espérance) basé dans le quartier toulousain de St Cyprien (rive gauche), il était membre de la ligue de Midi-Pyrénées de football. Fondé en 1932, sous le nom de Jeunesse Olympique Bourrassol,, il prend le nom d'Association Sportive Espérance Toulouse, en 1963, puis son nom actuel en 1978,.
Le club, présidé par Thierry Dezon, a été radié le 12 juillet 2016 pour fusionner avec Toulouse St Jo et former le Toulouse Métropole Football Club.

## Histoire

### Les années JO Bourrassol
La JO Bourrassol était le club de foot créé ,en 1932,pour représenter le quartier historique toulousain de Saint-Cyprien (rive gauche). Il avait la réputation d'équipe musclée, aux réceptions un peu chaudes pour ses adversaires. Il changea de nom à la fin des années cinquante pour devenir l'AS Espérance de Toulouse .

### Les années de l'AS Espérance
Les années soixante furent celles de l'AS Espérance, avec comme président M. Aymé, les entraîneurs Guilbert, Enée, Baraffe, les dirigeants Pujol, Loup, Cézar, Sentenac, etc. et quelques joueurs emblématiques : le capitaine Pujol, Castillo, Plagnes, Cisa, Carrère, Molina, Buffo, Gobessi, Wierzejewski, Hervéra, Pardinilla, Soler, Martinez, Gélibet, Lopez, Calligaris, Blanch, Laffont ou encore Bochèze et Guici. Le club manqua la montée en CFA, mais, au cours de cette décennie, termina invaincu toutes ses rencontres contre la réserve du TFC (avec une victoire par 4 à 0 lors d'une demi-finale de coupe du midi en 1967) - {sources archives "La Dépêche du Midi"}

### Le Toulouse Fontaines Club

Ancien logo

Le club prend le nom de Toulouse Fontaines Club en 1978 avec Henri Serra comme premier président. Il est soutenu par une belle équipe : Claude Sentenac, Marcel Cezar, Henri Guilbert, William Mitrano, Bruno Campigetto, Marcel Degioanni et Monsieur Malo, qui occupera la fonction de secrétaire. À la mort de ce dernier, emporté par la maladie en 1994, son épouse reprendra le flambeau. Henri Serra et Claude Sentenac formèrent un duo de choc à la tête de Toulouse Fontaines Club qui remporte avec eux sa première Coupe du Midi. C'est également à ce moment que fut décidée la rénovation du stade de la rue des Fontaines. Le club quitte le niveau régional pour participer aux championnats nationaux en 1978 en profitant de la création du championnat de Division 4 cette année-là. Le club a atteint les seizièmes de finale de la Coupe de France en 1997 (défaite 0-2 face aux Girondins de Bordeaux)  malgré un très bon match de Lopez et Illa. Pendant 33 ans, ils sont représentés en championnat national avant d'être rétrogradé en Division d'Honneur, en 2011. À l'issue de la saison 2014, le club est relégué en Division d'Honneur Régionale.

### Toulouse Métropole Football club

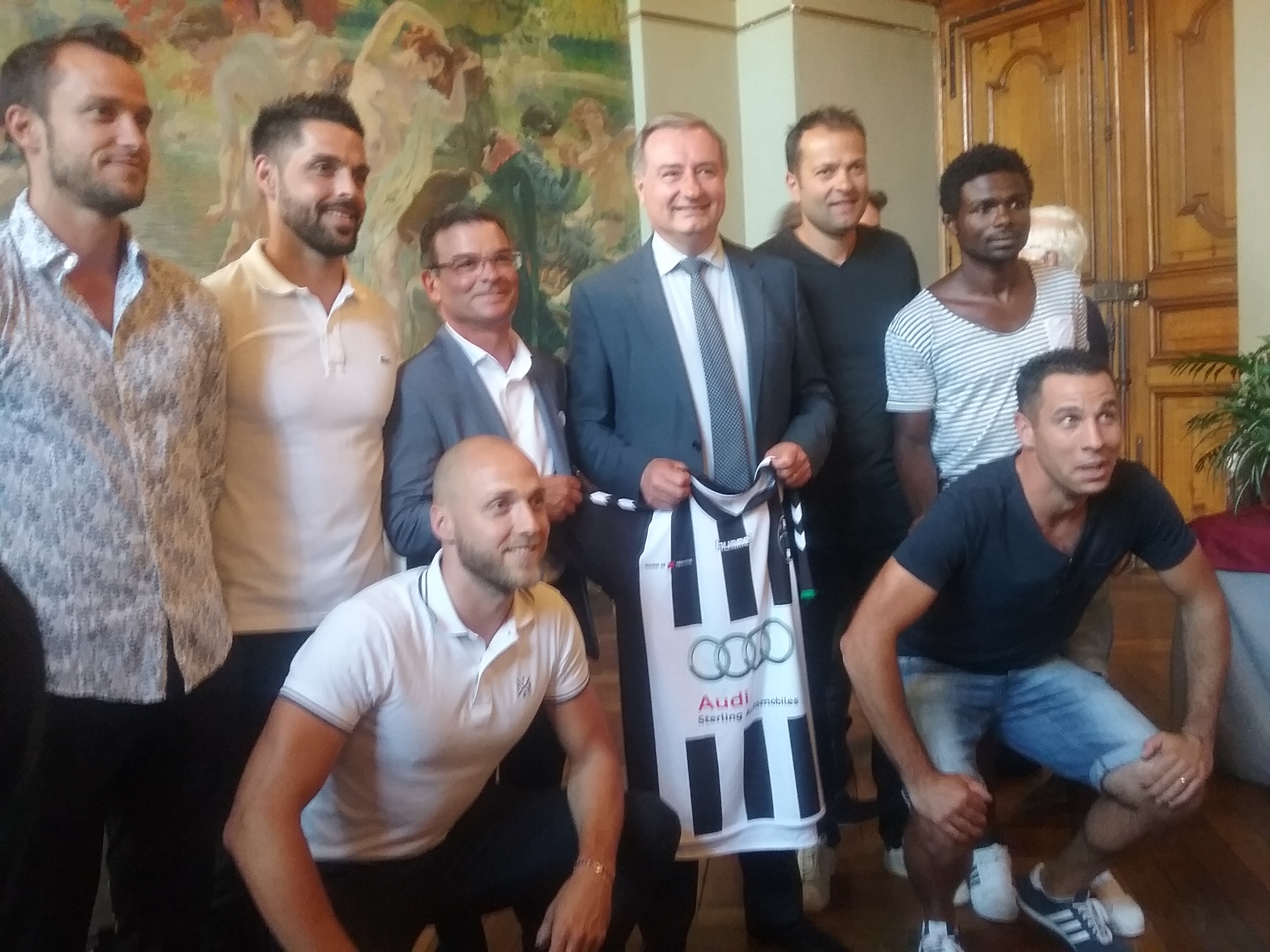
Réception organisée avec Jean Luc Moudenc pour l'inauguration du nouveau Club Toulouse Métropole FC

Toulouse Métropole Football club est un club de football Français basé à Toulouse.
Toulouse Métropole Football Club est né le 4 juillet 2016 de la fusion des clubs de Toulouse Saint-Jo Football S.C., et de Toulouse Fontaines.
La cérémonie organisée place du capitole,  à la mairie de Toulouse, dans la salle Gervais, en présence du maire de Toulouse, M. Jean Luc Moudenc et d’une soixantaine d’invités, dont  les présidents Thierry Dezon (Fontaines) et Christian Ragout (Saint-Jo).
Toulouse Métropole Football club opère dans les compétitions de la Ligue Midi-Pyrénées de Football et du District Haute-Garonne Midi Toulousain.
Il est présidé par Christian Ragout.
Pour la saison 2016-2017, plus de 30 équipes et plus de 600 licenciés sont engagés.

## Palmarès
| Compétitions nationales                                                                 | Compétitions régionales |
| --------------------------------------------------------------------------------------- | --- |
| Championnats - Championnat de France amateur 2 de football - Vainqueur de groupe : 2009 | Championnats - Promotion d'Honneur du Midi - Champion : 1963, 1984 Coupes - Coupe de Midi-Pyrénées - Vainqueur : 1976, 1988 - Finalistes : 1966, 1967 |

| compétitions officielles jeunes |
| --- |
| Championnats - Espoir Honneur - Champion : 2000, 2001 - - 19 ans Honneur - Champion : 2005, 2011 - - 17 ans Honneur - Champion : 1996 - - 15 ans Honneur - Champion : 1995, 2003, 2004, 2005 ,2007 - - 13 ans Honneur - Champion : 1997 - Cadets - Champion : 1946, 1950 - Juniors - Champion : 1942, 1945, 1948, 1978, 1985, 1986, 1990, 1991 - Minimes - Champion : 1943, 1944, 1947, 1981, 1982 - Pupilles - Champion : 1992, 1993 Coupes - Coupe du Midi Espoirs - Vainqueur : 2002 |

## Entraîneurs
- 2007-2008 : Hervé Revelli
- 2008-2011 :  Christophe Guttin
- 2008-2011 :  Jean-Louis Faure
- déc. 2013-2014 :  Jean-Louis Faure

## Joueurs Professionnels passés par le club
- Jean-Philippe Durand (a joué en catégorie jeunes)
- Clément Maury (Gazélec Football Club Ajaccio)
- Stéphane Trévisan (a joué en catégorie jeunes)
- Kevin Lejeune (a joué en catégorie jeunes)
- Yahya Houssein (a joué en catégorie jeunes)
- Wilfried Niflore (a joué en catégorie jeunes)
- Cédric Fauré (a joué en catégorie jeunes - Sporting Charleroi)
- Mehdi Nafti (a joué en catégorie jeunes)
- Franck Rizzetto (a joué en catégorie jeunes)
- Christophe Bastien
- Lesly Malouda
- Jean Louis Montero
- Jimmy Algerino (a joué en catégorie jeunes)
- Guillaume Deschamps
- Dennis Appiah (a joué en catégorie jeunes)
- Pierre Espanol (a joué en catégorie jeunes)
- Frédéric Ouvret (a joué en catégorie jeunes)
- Frank Dia
- Achille Emana
- Pierrick Cros (a joué en catégorie jeunes)
- Aleksandar Damčevski (a joué en catégorie jeunes)